# Reparada
Reparada   (Cesarea de Palestina, segle III - Cesarea de Palestina, segle III) és una màrtir cristiana que va morir executada en temps de l'emperador Deci.

## Hagiografia
Santa Reparada va néixer presumiblement entre els anys 234 i 238 a l'Arxidiòcesi de Cesarea de Palestina, a l'antic Regne de Jerusalem. Als dotze o quinze anys (el 250 o 251), Reparada va ser acusada de ser cristiana i obligada a comparèixer davant el prefecte de la seva ciutat (altres versions sostenen que va comparèixer davant el mateix emperador Deci). El prefecte, inicialment poc inclinat a torturar a una nena per temor a la mala publicitat que allò pogués reportar-li, va tractar de convèncer-la de renegar de Crist i, en el seu lloc, oferir sacrificis als déus pagans, al que la santa, tot i la seva curta edat i les amenaces de sofrir turment, es va negar amb vehemència. Reparada va ser llavors sotmesa a diverses tortures, entre les quals es van incloure ser assotada, cremada (es diu que la pluja la va salvar), martiritzada amb pinces de ferro i obligada a beure brea bullint. Finalment, la jove va ser llançada a un forn replet de carbons encesos. El prefecte va tractar de convèncer a Reparada d'abjurar del cristianisme, però la jove es va negar una vegada més i va començar a cantar a l'interior del forn sense mostrar el més lleu símptoma de dolor. El prefecte, qui havia de triar entre guanyar mala reputació executant a una nena o desobeir al Cèsar i perdre el seu lloc, va prendre la decisió de manar decapitar a Reparada, qui quan va ser treta del forn no va presentar cap lesió. La santa va seguir cantant mentre era conduïda al lloc d'execució i fins al moment en què el botxí li va tallar el cap, afirmant-se que els testimonis van veure com l'ànima de Reparada abandonava el seu cos en forma de colom. Escrits posteriors sostenen que el seu cadàver va ser dipositat en una barca i conduït gràcies a l'alè dels àngels fins a una badia coneguda com a Baie donis Anges (Badia dels Àngels), a Niça. Aquest fet miraculós està associat també a altres sants, com a Santa Restituta, Santa Devota i Sant Torpes.

## Veneració
El document més antic conservat sobre la santa, data de mitjan segle IX i es troba custodiat a l'Abadia de Lorsch: en aquest document s'estableix com a data per a la seva veneració el 8 d'octubre. Tot i el fet que el registre del seu martiri es va produir diversos segles després dels fets, la popularitat de Santa Reparada va augmentar considerablement a occident durant l'edat mitjana. La santa gaudeix de gran devoció a Itàlia, especialment a Florència, Nàpols, Atri i Chieti, on al seu moment es va afirmar que allí reposaven les restes de la màrtir.
Part de les dades conegudes sobre Santa Reparada van ser aportats per l'historiador Cèsar Baronio, qui la va introduir en el martirologi romà i li va assignar com a festivitat el 8 d'octubre:
| « | A Cesarea de Palestina, martiri de santa Reparada verge i màrtir; per negar-se a sacrificar als ídols, sota l'emperador Deci, fou sotmesa a diverses espècies de tortures i fou finalment condemnada a mort […] Es veié la seva ànima sortir del seu cos i volar al cel sota la forma d'un colom. | » |

Eusebi de Cesarea, qui va viure entre els segles iii i iv, no esmenta l'existència de Santa Reparada, encara que sí la de Santa Pelàgia, la festa de la qual se celebra també el 8 d'octubre, la qual cosa ha portat a considerar la possibilitat que Santa Reparada mai existís, recolzat això últim per la similitud de diverses parts del seu relat amb les d'altres sants, com el trasllat de les seves restes amb barca o, més concretament, la seva curta edat (coincident amb la de Santa Filomena) i el fet que la seva ànima abandonés el seu cos en forma de coloma, dada idèntica al d'altres relats, com el de Santa Eulàlia, Santa Regina o Santa Escolàstica. De fet, en el seu estudi sobre Santa Pelàgia, el filòleg Hermann Usener va concloure que aquesta santa, Santa Marina i Santa Margarida eren la mateixa persona, argumentant que la multiplicitat de totes elles es va haver de l'afany de combatre el culte a deesses paganes, com Venus i Afrodita.

## Relíquies
Existeixen diverses ciutats que afirmen posseir les relíquies de la santa. Entre aquestes destaquen Florència, on les restes de la màrtir es trobarien soterrades en la cripta de la Catedral de Santa Maria del Fiore, antiga basílica dedicada a Santa Reparada, qui a més va ser patrona única de la diòcesi fins a aproximadament 1298; i Niça, lloc on existeix una catedral dedicada a ella sota l'altar major de la qual es custodia una urna la qual conté presumptament les seves relíquies, encara que el més probable en tots els casos és que el que es conservi sigui un cos extret de les catacumbes al que al seu moment se li va assignar el nom de Reparada. Per la seva banda, a Teano s'afirma que les seves restes van arribar en un carro tirat per bous, la qual cosa ha provocat que això últim constitueixi un dels atributs de la santa.